# Draper (Mondkrater)
Draper ist ein Einschlagkrater auf der nordwestlichen Mondvorderseite in der Ebene des Mare Imbrium. Er liegt südlich von Pytheas und nördlich von Copernicus.
| Buchstabe | Position           | Durchmesser | Link |
| --------- | ------------------ | ----------- | ---- |
| A         | 17,84° N, 23,43° W | 4 km        |      |
| C         | 17,05° N, 21,53° W | 7 km        |      |

Der Krater wurde 1935 von der IAU nach dem amerikanischen Astronomen Henry Draper offiziell benannt.